# Strabismo
Lo strabismo consiste in un disturbo oculistico con deviazione degli assi visivi causata da un malfunzionamento dei muscoli oculari estrinseci che può non dare conseguenze evidenti ma che spesso porta alla perdita di un importante indizio di profondità. Infatti la differenza tra le due immagini dei due occhi permette al sistema nervoso di valutare la distanza degli oggetti, purché queste due immagini siano simili abbastanza da venire associate.
Quando questa capacità di rilevare profondità è presente si dice che c'è stereopsi; un grado sotto a questa è la fusione delle immagini che dev'essere presente perché possa esserci stereopsi ma che può esistere in sua assenza. Il cervello riesce ad associare i segnali provenienti dalle due retine ma non ne trae informazioni (può capitare quando le parti che avrebbero dovuto svolgere quest'ultima funzione sono disabituate a farlo per problemi che erano presenti ed ora sono stati risolti); il terzo grado, basilare per la presenza degli altri due, è la percezione simultanea dei due occhi.

## Disparità di fissazione
Una deviazione oculare rappresenta una mancanza di orientamento della fovea (la zona centrale della retina responsabile della visione distinta) verso un oggetto (l'allineamento corretto dei due occhi è detto invece ortoforico).
La disparità è causata da una differenza nel processo di fissazione dei due occhi in convergenza. Quando tale disparità è compresa nell'area di Panum, ovvero in quella porzione di spazio in cui sussiste una tolleranza nel processo di convergenza, non si presentano deviazioni degli assi visivi; quando essa è, invece, superiore si manifesta eteroforia, ovvero una situazione di strabismo latente (eterotropia). In quest'ultimo caso lo strabismo è percepibile.

## Classificazione
Lo strabismo è classificabile in:
- Eteroforia
- Eterotropia

Inoltre, si divide in:
- Strabismo concomitante (la deviazione si mantiene costante nelle differenti direzioni dello sguardo), del quale esistono due forme: esotropia ed exotropia.
- Strabismo incomitante (la deviazione varia nelle differenti direzioni dello sguardo).

La deviazione può essere verso l'interno (strabismo convergente) oppure verso l'esterno (strabismo divergente), o verso l'alto o il basso (strabismo verticale).
Esiste poi il cosiddetto pseudostrabismo: in questo caso il disturbo è solo apparente perché l'anomalia è data dalle palpebre e dalle orbite.

### Eteroforia
L'eteroforia (o strabismo latente) è rilevabile annullando il processo di fusione delle immagini; in questo caso non è per nulla compromessa la visione binoculare.

### Eterotropia
L'eterotropia (o strabismo manifesto) è la condizione in cui si ha la perdita della visione binoculare: un occhio appare deviato, mentre l'altro è allineato con l'oggetto d'interesse.

### Strabismo concomitante
Lo strabismo concomitante è quel tipo di strabismo in cui l'angolo dell'occhio deviato rimane costante in qualsiasi direzione di sguardo. Viceversa, lo strabismo non concomitante è quel tipo di strabismo in cui l'angolo dell'occhio deviato cambia a seconda della direzione di sguardo. È una forma tipica del bambino e si verifica quando la direzione degli assi visivi non si modifica nelle varie direzioni di sguardo e non si modifica a seconda dell'occhio fissante.

#### Forme esotropiche
- Esotropia essenziale infantile
- Esotropia accomodativa
- Esotropia sensoriale
- Esotropia concomitante acuta

### Strabismo paralitico
- Miastenia
- Miopatia distiroidea
- Sindrome da retrazione del bulbo oculare di Stiling-Turk-Duane
- Sindrome della guaina del muscolo obliquo superiore di Brown

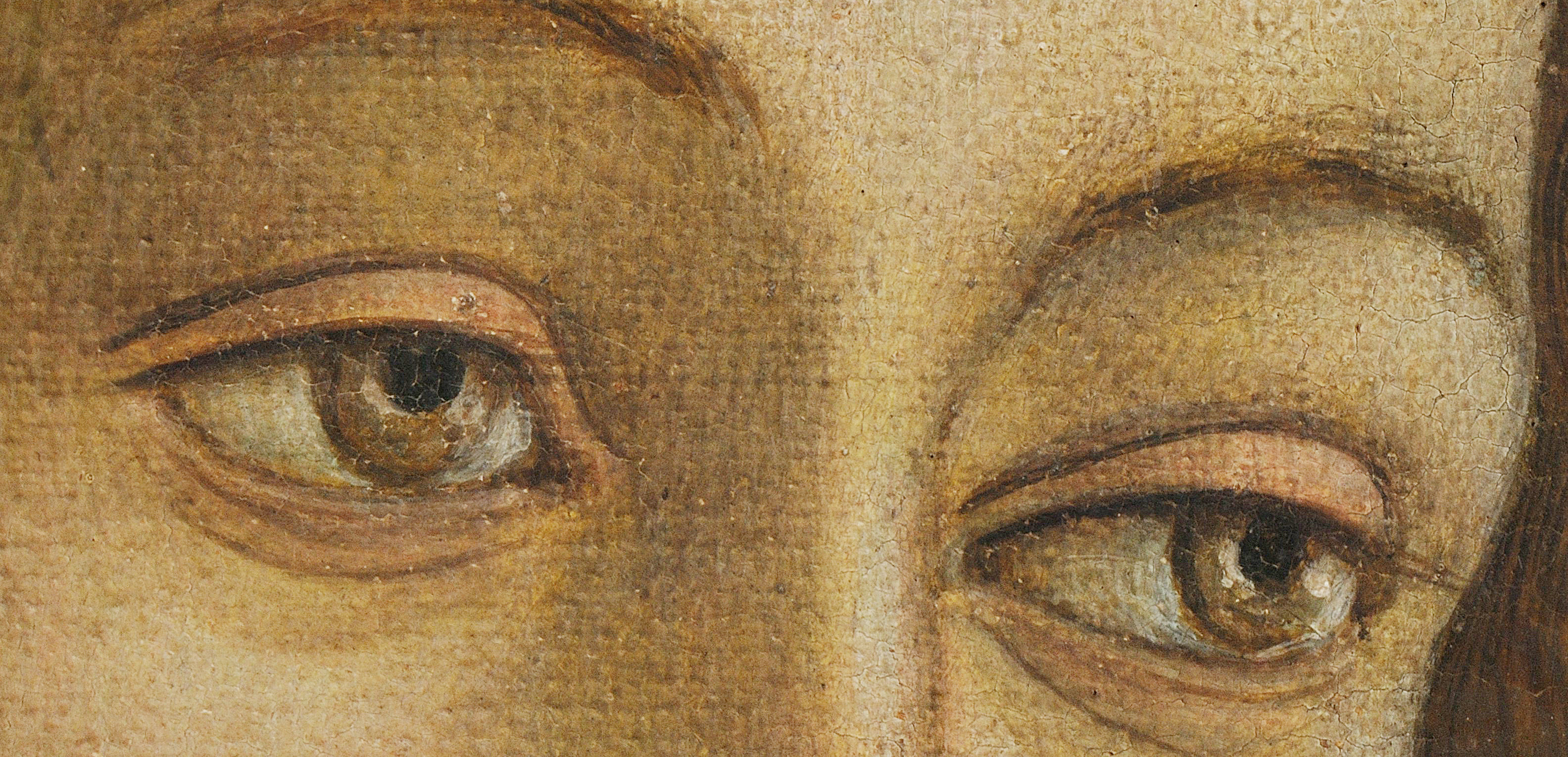
La Nascita di Venere di Botticelli (particolare)

### Strabismo di Venere
L'origine dell'espressione "strabismo di Venere" deriva da quel piccolo difetto che rese celebre Venere — dea della bellezza, dell'amore e della fertilità — come nel dipinto La nascita di Venere di Botticelli (1483-1486 circa). Lo strabismo di Venere non fa parte della classica terminologia clinica, ma è un termine di uso popolare per descrivere una leggera forma di strabismo divergente.